# Holger Teilmann
Holger Lerche de Teilmann (født 20. juli 1893 i København, død 14. oktober 1970 i Hellerup) var en dansk fodboldspiller.
I sin klubkarriere spillede Teilmann på midtbanen i Akademisk Boldklub 1911-1922, som han vandt det danske mesterskab med i 1921.
Teilmann spillede en enkelt landskamp for Danmark, det var i 8-1 sejren mod Norge i Idrætsparken 1915.
Holger Teilmanns far kolonialhandler Johannes Mathias de Teilmann var født i Bredsted på den nordfrisiske vestkyst i Slesvig.